# Вечеслав Тунев
Вечеслав Ангелов Тунев е български журналист. Бивш генерален директор на БНР (1995 – 1997). Завеждащ отдел във вестник Монитор.

## Биография
Вечеслав Тунев е роден на 21 май 1948 година в град Пловдив. Завършва специалност „Международни икономически отношения“ в Икономическия университет във Варна.
Вечеслав Тунев е работил в Комитета по туризъм. Бил е репортер в БТА, кореспондент в Атина, завеждащ отдел „Балкански страни“ на БТА, зам.-главен и главен редактор на редакция „Международна информация“, репортер в отдел „Балканска информация“, завеждащ отдел „Анализи“ на вестник 24 часа.

## Държавна сигурност
С решения на Комисия по досиетата от 18 декември 2008 г. и от 9 декември 2009 Тунев е разкрит като щатен служител на Разузнавателното управление на Генералния щаб (РУ-ГЩ) на БНА, назначен за оперативен работник от 6 октомври 1973 г. Впоследствие от 9 февруари 1977 г. е преназначен за помощник-началник на отдел, от 19 септември 1980 г. е разузнавач VI степен и от 21 септември 1983 г. е разузнавач V степен. Същевременно в периода 1978 – 1986 г. е секретен сътрудник – агент на Държавна сигурност към управление III (Военно контраразузнаване – ВКР, отдел I, отделение 3, известен под псевдонима „Радев“.